# جيروم كرفييل
جيروم كرفييل (بالفرنسية: Jérôme Kerviel)‏ هو متداول سندات فرنسي يعمل في بنك سوسيتيه جنرال ولد في 11 يناير/ كانون الثاني 1977 ببون لابي (Pont-l'Abbé). خسر بنك سوسيتيه جنرال 4.9 مليار يورو وقامت بتقديم شكوى ضده على أساس أنه المسؤول عن هذه الخسارة.
يقول البنك إن عملية النصب استندت إلى تحويلات بسيطة، لكن تم التغطية عليها «بأساليب معقدة ومتنوعة». 
وتقول تقارير إن كيرفيال قام بفتح حسابات عديدة ضارب من خلالها على تحسن الأداء المستقبلي للأسواق بما يفوق الحد المسموح له به، إلا أن الأسواق خذلته، فأخذ يخسر، ثم أخذ يضارب بما يضمن له الخسارة حتى لا تكتشف تعاملاته بمبالغ غير مسموح له بتجاوزها.
اعترف جيروم «بمسؤولية جزئية» عن الخسائر القياسية التي بلغت حوالي خمسة مليارات يورو للمصرف لكنه قال انه يرفض ان يكون «كبش المحرقة» في هذه القضية.
وجه القاضيان رينو فان رويمبيكي وفرانسواز ديسي في 28 كانون الثاني/يناير إلى جيروم كيرفييل تهم «التزوير واستخدام وثائق مزورة وسوء الائتمان وادخال معطيات معلوماتية إلى نظام معالجة آلي»، ولكن أطلق سراحه بعد أن وضع تحت المراقبة القضائية خلافا لطلب النيابة العامة الي استأنفت قرار إطلاق السراح.

## مصدر
1. ↑  اعتقال المشتبه بمسؤوليته عن خسارة عشرات المليارات من موقع سي ان ان العربي [وصلة مكسورة] نسخة محفوظة 12 مايو 2008 على موقع واي باك مشين.
2. ↑  مدير مصرف "سوسيتيه جنرال" يدلي بافادته امام قاضيين فرنسيين من موقع مونتي كارلو الدولية [وصلة مكسورة] نسخة محفوظة 9 مارس 2020 على موقع واي باك مشين.
3. ↑  كيرفييل قيد التوقيف الاحتياطي في قضية سوسييتيه جنرال من موقع ايلاف نسخة محفوظة 14 مارس 2020 على موقع واي باك مشين.